# Charles Tannock
Timothy Charles Ayrton Tannock (født 25. september 1957) er siden 1999 britisk medlem af Europa-Parlamentet, valgt for Konservative Parti (UK) (indgår i parlamentsgruppen ECR).